# Jean Follain

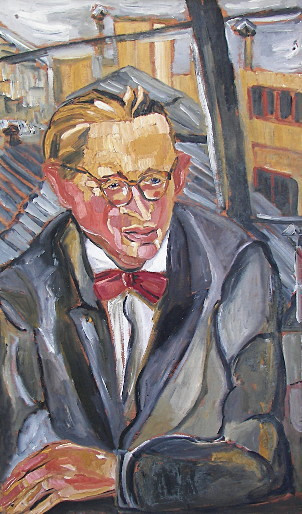
Jean Follain, gemalt von Josette Bournet

Jean Follain (* 29. August 1903 in Canisy; † 10. März 1971 in Paris) war ein französischer Dichter.

## Leben und Werk
Jean Follain wuchs im ländlichen Umfeld in der Normandie auf. Er besuchte das Gymnasium in Saint-Lô und studierte Rechtswissenschaft in Caen. 1923 ging er nach Paris und war dort ab 1928 Rechtsanwalt. Von 1951 bis 1957 war er Richter in Charleville-Mézières, wohnte aber in Paris. Ab 1957 reiste er im Auftrag des PEN-Clubs in zahlreiche Länder der Welt. 1971 wurde er in Paris Opfer eines Verkehrsunfalls. Er war verheiratet mit der Tochter des Malers Maurice Denis.
Ab 1928 veröffentlichte Follain, der mit den Dichtern André Salmon, Pierre Reverdy und Léon-Paul Fargue verkehrte, eigene Lyrik, anfänglich in Zeitschriften, ab 1933 selbständig. Er gehörte zur Dichtergruppe École de Rochefort (in Rochefort-sur-Loire) sowie zur Künstlervereinigung Origine. Nachdem er 1939 den Prix Mallarmé erhalten hatte, war er ab 1942 Stammautor des Verlages Gallimard, der von ihm ein Dutzend Bände publizierte, die ihm 1970 den Grand Prix de Poésie der Académie française einbrachten.
Follain praktizierte, ähnlich wie Francis Ponge, eine dingliche Poetik. Eines seiner Gedichte trägt den Titel Quincaillerie (Die Eisenwarenhandlung). Winfried Engler sprach von „Stilleben ohne konnotatives Beiwerk“ und dem „Gefühl der Teilnahmslosigkeit angesichts einer frostigen Dingwelt“. Benoît Conort sah die bei Follain vorherrschende „Autonomie der Objekte“ in einem anderen, deutlich wärmeren Licht und las in den Objekten der Gedichte ein ständiges „dennoch“ (pourtant) und ein Erstaunen des Dichters über Feinheit und Adel der Gegenstände, die darauf bedacht sind, „ihre Ewigkeit zu wahren“. Er urteilte abschließend: „In seiner Einfachheit ist der diskrete Dichter Jean Follain eine der führenden Stimmen unserer Moderne“ (Dans sa simplicité, Jean Follain, poète discret, demeure une des voix majeures de notre modernité).
Walter Helmut Fritz und Albert Schulze-Vellinghausen haben einzelne Gedichte ins Deutsche übersetzt.

## Werke (Auswahl)

### Dichtung

#### Titel der Gedichtbände in sachlicher Ordnung
Exister. Pour exister encore. Ici-bas. Usage du temps. Piège du Temps. Tout instant. Espaces d’instant. Présent jour. Des Heures. Comme jamais. D’après tout. Le Magasin pittoresque. L’Épicerie d’enfance. Collège. Ordre terrestre. Contrordre. Territoires. Appareil de la terre. Objets. Les Choses données. Inventaire. La Table. Célébration de la pomme de terre. Cérémonial bas-normand. Les Uns et les autres.

#### Ausgewählte Poesie
- La main chaude. R.-A. Corrêa, 1933. (Einführung von André Salmon)
- Usage du temps. Poèmes. Gallimard, Paris 1943. (Sammelpublikation)
- Poèmes et prose choisis. Gallimard, Paris 1961.
- (deutsch) Gedichte. Langewiesche-Brandt, Ebenhausen 1962 (übersetzt von Walter Helmut Fritz)

### Weitere Werke
- Paris. R.-A. Corrêa, Paris 1935. Phébus, Paris 1978, 2006. (Vorwort von Gil Jouanard, 1937–2021)
- Canisy (1942). Chef-lieu (1950). Gallimard, Paris 1986.
- Saint Jean-Marie Vianney curé d’Ars. Plon, Paris 1959. Fata Morgana, Saint-Clément 1987.
- Le divorce et la séparation de corps. Sirey Paris 1962.
- Pérou. Rencontres, Lausanne 1964.
- Petit glossaire de l’argot ecclésiastique. Pauvert, Paris 1966. Atelier contemporain, Straßburg 2015. (Nachwort von Élodie Bouygues)
- (Hrsg.) Pierre Albert-Birot. Choix de textes, bibliographie, portraits, fac-similés. P. Seghers, Paris 1967.
- Napoléon. Éditions Hermès, Paris 1967.
- Agendas 1926–1971. Hrsg. Claire Paulhan. Seghers, Paris 1993. Pocket, Paris 2018. (Tagebuch)